# Dôme de Yansa
Yansa Tholus
Pour les articles homonymes, voir Yansa.
Le dôme de Yansa (désignation internationale : Yansa Tholus) est un dôme situé sur Vénus dans le quadrangle de Snegurochka Planitia. Il a été nommé en référence à Yansa, déesse brésilienne du vent et du feu.